# Stilpon friedbergi
Stilpon friedbergi är en tvåvingeart som beskrevs av Shamshev, Grootaert och Yang 2005. Stilpon friedbergi ingår i släktet Stilpon och familjen puckeldansflugor.
Artens utbredningsområde är Taiwan. Inga underarter finns listade i Catalogue of Life.